# Mickaël Roche
Mickaël Roche (Papeete, 24 de diciembre de 1982) es un futbolista francopolinesio que juega como arquero en el AS Central Sport.

## Carrera
Debutó en 1999 jugando para el Jeunes Tahitiens. 
En el año 2000 viajó a Francia para incorporarse al AS Mónaco, club que lo envió a su equipo de reserva.
Posteriormente pasó por las filas del Menton y del Endoume, hasta que en 2006 regresó a Tahití.  
En abril de 2016 la filmación de un insólito autogol que se convirtió en un partido ante el Nadi FC de Fiyi por la Liga de Campeones de la OFC 2016 terminó volviéndose viral globalmente.

### Clubes
| Club                       | País               | Año             |
| -------------------------- | ------------------ | --------------- |
| Jeunes Tahitiens           | Polinesia Francesa | 1999 - 2000     |
| AS Mónaco Espoirs          | Francia            | 2000 - 2001     |
| Rapid Omni Sport de Menton | Francia            | 2001 - 2005     |
| US Marseille Endoume       | Francia            | 2005 - 2006     |
| Jeunes Tahitiens           | Polinesia Francesa | 2006 - 2008     |
| AS Dragon                  | Polinesia Francesa | 2009 - 2014     |
| AS Tefana                  | Polinesia Francesa | 2014 - 2018     |
| AS Central Sport           | Polinesia Francesa | 2018 - Presente |

## Selección nacional
Entre 2006 y 2007 jugó para la selección de fútbol playa de Tahití.
Con la selección de fútbol de Tahití ganó la medalla de bronce en los Juegos del Pacífico 2011 y la Copa de las Naciones de la OFC 2012. Fue convocado para la Copa FIFA Confederaciones 2013, en donde disputó el partido en el que su selección cayó derrotada por 10-0 ante España. 